# Gorduno
Gorduno es una comuna suiza del cantón del Tesino, localizada en el distrito de Bellinzona, círculo del Tesino. Limita al norte con la comuna de Gnosca, al este con Arbedo-Castione, al sur con Bellinzona, y al occidente con Monte Carasso y Preonzo.